# Пало Алто (Пенсилванија)
Пало Алто (енгл. Palo Alto) град је у америчкој савезној држави Пенсилванија.

## Демографија
По попису из 2010. године број становника је 1.032, што је 20 (-1,9%) становника мање него 2000. године.
| Група             | 2000.         | 2010.       |
| Белци             | 1.040 (98,9%) | 995 (96,4%) |
| Афроамериканци    | 1 (0,1%)      | 8 (0,8%)    |
| Азијати           | 3 (0,3%)      | 7 (0,7%)    |
| Хиспаноамериканци | 0 (0,0%)      | 20 (1,9%)   |
| Укупно            | 1.052         | 1.032       |